# Pontypridd Rugby Football Club
Il Pontypridd Rugby Football Club è un club di rugby a 15 gallese fondato nel 1876. Partecipa alla Welsh Premier Division e gioca allo stadio Sardis Road di Pontypridd.

## Storia
È generalmente accettato che il Pontypridd RFC fu fondato nel 1876 da un gruppo di giovani trasferitesi nell'area di Pontypridd durante la rivoluzione industriale verso la fine del XIX secolo.
Il club era presente all'incontro di Tenby nel 1880 che avrebbe portato alla fondazione della Welsh Rugby Union nel 1881.
Inoltre un giocatore della squadra, Edward Treharne, fu convocato per la prima partita assoluta della nazionale gallese, sempre nel 1881.
Per i primi tempi il Pontypridd giocava le proprie partite casalinghe al Taff Vale Park di Treforest, prima di trasferirsi al People's Park, situato vicino al fiume Rhondda.
Nel 1908 la squadra si trasferì all'Ynysyngharad Park di Pontypridd, che fu lo stadio interno per 65 anni.

## Palmarès
- Welsh National League: 1962/1963, 1975/1976, 1977/1978, 1978/1979
- Welsh Premier Division: 1996/1997
- Vincitori WRU Merit Table: 1975/1976
- Welsh Cup: 1995/1996, 2001/2002, 2005/2006, 2010/2011
- Vincitori Champions Challenge Cup: 1997
- Finalisti di European Rugby Shield: 2001/2002

## Giocatori noti
- Brent Cockbain
- Ritchie Collins
- Tom David
- Mefin Davies
- Graham Gittins
- Dafydd James
- Gethin Jenkins
- Neil Jenkins
- Phil John
- Paul John
- Geraint Lewis
- Kevin Morgan
- Michael Owen
- Sonny Parker
- Richard Parks
- Bob Penberthy
- Robert Sidoli
- Karl Swain
- Ceri Sweeney
- Lee Thomas
- Edward Treharne
- Jock Watkins
- Gareth Wyatt
- Rhys Shellard